# Le Locle
Le Locle är en stad och kommun i kantonen Neuchâtel, Schweiz. Kommunen har 10 875 invånare (2023). Den 1 januari 2021 inkorporerades kommunen Les Brenets in i Le Locle.
Huvudnäringen är urtillverkning. Le Locle är även namn på dalen som omger staden. 

## Geografi

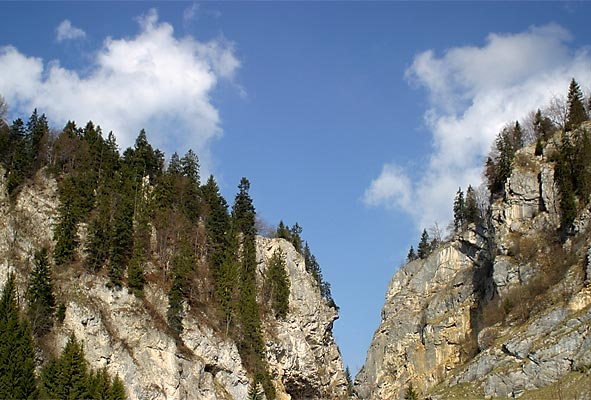
Col-des-Roches.

Le Locles centrum ligger 922 m ö.h. i en ganska trång dal som avvattnas åt sydväst av bäcken Le Bied. Ett ovanligt fenomen är att Bied avflyter genom sprickor i kalkstensklipporna, medan den lägsta fotvägen ur dalen ovan jord går via passet Col-des-Roches. Bortom Col-des-Roches ligger byn Villers-le-Lac i Frankrike. Närmaste större stad är det 6 kilometer nordostligt belägna La Chaux-de-Fonds, som nås över Haut-du-Crêt, 1020 m ö.h.

## Historia
- Le Locle omnämns första gången år 1150. En kyrka tillägnad Maria Magdalena är känd sedan 1351. Dalen lydde under Valangin och år 1372 fick bosättare ett fribrev. I början av 1400-talet inrättades ett Mairie.
- Även om staden alltjämt lydde under Valagnin och senare Neuchâtel, upprättades 1476 ett borgrättsavtal med Bern, som kom till användning under det trettioåriga kriget.
- På 1600-talet anlades vattenkvarnar vid den underjordiska forsen vid Col-des-Roches.
- Under andra hälften av 1700-talet växte urmakeriet snabbt. År 1800 fanns det 800 urmakare i dalen.

## Näringar
I staden finns flera välkända urtillverkare som Tissot, Zenith och Ulysse Nardin.

## Sevärdheter
- Stadsbilden, som präglats av urindustrin, är med på Unescos världsarvslista.[4]
- Den underjordiska kvarnen vid Col-des-Roches har, efter att en tid ha använts som avskrädesplats, restaurerats och visas för besökare. Någon gång om året leds även vatten genom grottan.[3][5]

## Kommunikationer
Staden förbinds med Neuchâtel över den kantonala motorvägen H20. Huvudvägen till Besançon i Frankrike går i en tunnel under Col-des-Roches. 

Järnvägar leder till La Chaux-de-Fonds och Morteau i Frankrike.

## Personer
Kända personer som fötts i Le Locle:
- Abraham Girardet (1764 - 1823), kopparstickare
- Charles Girardet (1813 - 1871), målare
- Henri-Louis Pernod (1776 - 1851), grundade absint-destillerier som blev grunden till företaget Pernod Fils

## Vänorter
- Gérardmer, Frankrike
- Sidmouth, Storbritannien

## Bilder från Le Locle

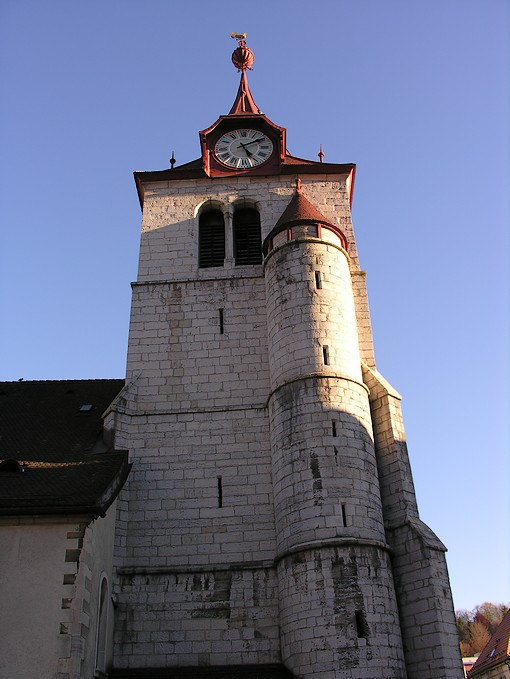
Le Temple protestant du Locle (tour datant de 1525)
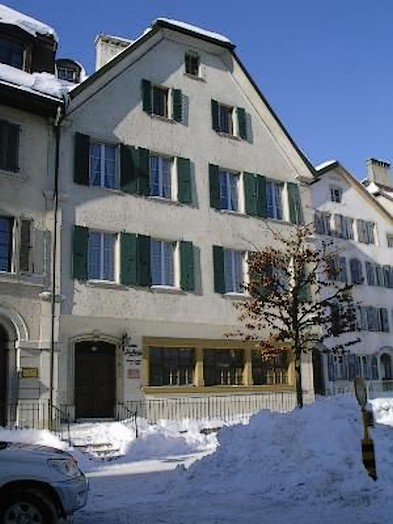
Siège d'anciens ateliers horlogers: Maison DuBois
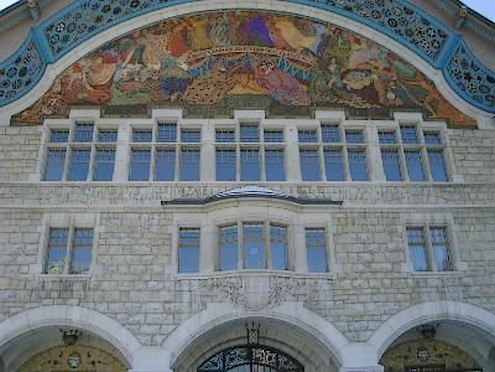
La façade nord de l'Hôtel de Ville
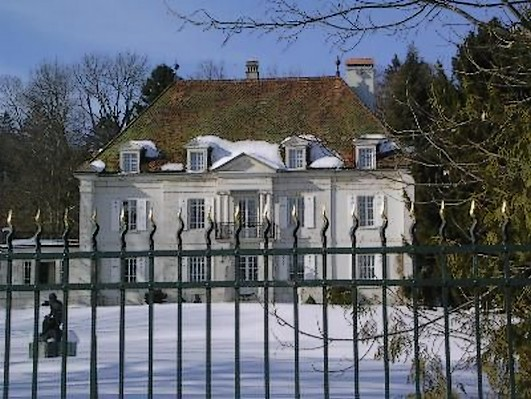
Le Château des Monts, siège du Musée d'Horlogerie du Locle